# Doto crassicornis
Doto crassicornis is een slakkensoort uit de familie van de Dotidae. De wetenschappelijke naam van de soort is voor het eerst geldig gepubliceerd in 1870 door Sars M..